# 龙卡德莱
龙卡德莱（義大利語：Roncadelle），是意大利布雷西亚省的一个市镇。总面积9平方公里，人口9251人，人口密度1027.9人/平方公里（2009年）。国家统计（ISTAT）代码为017165。

## 友好城市
- 扎維多維契